# Apelo ao preconceito
Apelo ao preconceito é uma falácia que consiste em associar valores morais, políticos, culturais ou sociais a uma pessoa ou coisa para convencer o adversário ou desmerecer seus argumentos. É um típico argumento ad hominem.

## Estrutura lógica
- B emite o argumento A.
- B é uma pessoa do tipo C.
- Logo, o argumento A é dedutivamente inválido por provir de B.
  - C é a acusação preconceituosa que desqualifica B (por exemplo: B é burro, B não tem qualificação para argumentar etc.)

## Exemplos
- Os burocratas do parlamento resistem às leis de defesa do patrimônio.
- Uma pessoa religiosa como você não é capaz de argumentar racionalmente comigo.